# Drilonius striatulus
Drilonius striatulus är en skalbaggsart som beskrevs av Ernst Hellmuth von Kiesenwetter 1874. Drilonius striatulus ingår i släktet Drilonius och familjen Omethidae. Inga underarter finns listade i Catalogue of Life.